# Paarse wespenorchis
De paarse wespenorchis (Epipactis purpurata) is een Europese orchidee.
Het is een soort die zeer atypisch is voor orchideeën en vooral voorkomt in donkere bossen. Ze is zeer zeldzaam in België.

## Etymologie en naamgeving
- Synoniemen: Epipactis viridiflora (Hoffm.) Krocker 1814, E. violacea (Durand-Duqueney) Boreau 1857, E. sessilifora Petermann, E. varians (Crantz) H. Fleischmann & Rechinger 1905

De botanische naam Epipactis werd reeds door Theophrastos van Eresos, een filosoof en botanicus uit de Griekse oudheid gebruikt, maar waarschijnlijk voor een andere plant. De naam Epipactis werd in 1757 door Johann Gottfried Zinn, een hoogleraar in de plantkunde aan de Georg-August-Universität Göttingen, aan dit geslacht toegekend.
De soortaanduiding purpurata is afkomstig uit het Latijn en slaat, net als de Nederlandstalige naam, op de kleur van de bloem.

## Kenmerken

### Plant
De paarse wespenorchis is een overblijvende, niet-winterharde geofyt. Het is een middelgrote (maximaal 70 cm hoge) stevige plant met een dikke, volledig violet of paars aangelopen en naar boven toe grijs-viltig behaarde bloemstengel, meerdere verspreid staande ongevlekte bladeren en een tamelijk dichte, rijkbebloemde cilindrische tros met paars-bleke bloemen. De planten staan meestal in groepjes bijeen.

### Bladeren

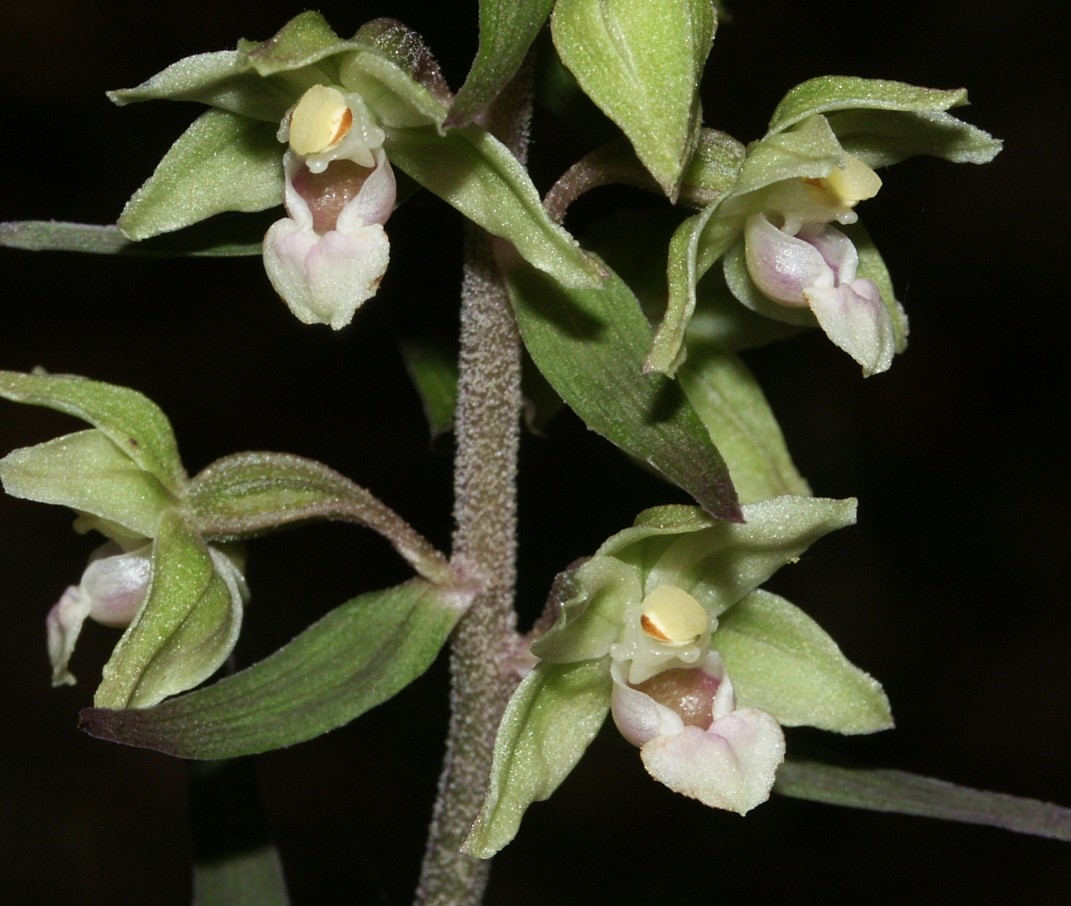
detail bloeiwijze

Langs de stengel staan talrijke lancetvormige bladeren, groen met een paarse schijn, in een dichte spiraal. De onderste twee bladeren zijn steeds kleiner dan de hogere. De maximale grootte is 10 cm, maar blijft meestal kleiner. De schutbladen zijn langer dan de vruchtbeginsels.

### Bloemen
De bloemen zijn vrij klein maar staan steeds volledig geopend. De kelkbladen en kroonbladen zijn lang elliptisch, groot in verhouding tot de lip, donkergroen aan de buitenkant en lichter groen met roze binnenin. De lip bestaat uit twee delen, een hypochiel en een epichiel (typisch voor wespenorchissen), lichtroze tot wit. Ook de binnenkant van het hypochiel is (in vergelijking met andere wespenorchissen) licht gekleurd. Het gynostemium bezit een duidelijk rostellum, een goed ontwikkeld clinander en een functioneel viscarium. Het vruchtbeginsel is licht behaard, met een purper aangelopen basis.
De bloeitijd is van midden juli tot eind augustus.

### Variabiliteit
De paarse wespenorchis is weinig variabel van vorm. Wel komen volledig chlorotische planten voor, deze zijn helemaal roze of paars gekleurd (forma rosea).

## Voortplanting en levenswijze
De paarse wespenorchis leeft voornamelijk in donkere bossen waar weinig insecten voorkomen. Om toch zo veel mogelijk op te vallen, heeft de plant zeer lichte kelk- en kroonbladen die ieder straaltje zonlicht opvangen en als een lichte plek in het bos van ver zichtbaar zijn. Verder geeft de plant een (voor insecten) sterke geur af.
Bestuiving gebeurt meestal door wespen zoals de middelste wesp (Dolicovespula media) en de Franse veldwesp (Polistes dominulus). De plant is volledig allogaam.

## Habitat
De paarse wespenorchis is een soort van donkere loofbossen (meestal eiken- of beukenbossen) met weinig ondergroei, op vochtige, dikwijls kleiige bosbodems. Dikwijls in het gezelschap van het vogelnestje (Neottia nidus-avis) en het bleek bosvogeltje (Cephalanthera damasonium).

## Voorkomen
De paarse wespenorchis komt voor in de gematigd klimaatzones van West- en Midden-Europa, van zuidelijk Groot-Brittannië en Frankrijk tot in Litouwen en Roemenië.
Over heel het verspreidingsgebied is de paarse wespenorchis zeldzaam en slechts plaatselijk voorkomend.
Hij is op enkele plekken in het zuiden van België aangetroffen.

## Taxonomie, verwante en gelijkende soorten
De paarse wespenorchis behoort tot het geslacht van de wespenorchissen, waarvan een tiental sterk gelijkende soorten in België en Nederland voorkomen.
Door zijn specifiek habitat kan de paarse wespenorchis echter met geen van deze verward worden. De meest gelijkende, de brede wespenorchis, heeft rondere en grotere bladeren en een binnenin donker gekleurd hypochiel.

## Bedreiging en bescherming
De soort staat op de lijst van wettelijk beschermde planten in België.
In Frankrijk is de soort beschermd op regionaal niveau, in Luxemburg op nationaal niveau.
Sectie Arthrochilium

E. palustris (Moeraswespenorchis)

Sectie Cymbochilium

E. veratrifolia

Sectie Epipactis · Ondersectie Autogamepactis 

E. aspromontana · E. bugacensis · E. campeadori · E. cretica · E. danubialis · E. dunensis · E. flaminia · E. futakii · E. greuteri · E. komoricensis · E. leptochilla (Smallippige wespenorchis) · E. leptochila var. neglecta (Vergeten wespenorchis) · E. muelleri (Geelgroene wespenorchis) · E. nauosaensis · E. nordeniorum · E. olympica · E. peitzii · E. placentina · E. pontica · E. provincialis · E. rhodanensis · E. sancta · E. schubertiorum · E. voethi

Sectie Epipactis · Ondersectie Epipactis 

E. degenii · E. densifolia · E. dunensis · E. guegelii · E. helleborine (Brede wespenorchis) · E. helleborine subsp. neerlandica (Duinwespenorchis) · E. heraclea · E. lapidocampi · E. rhodanensis · E. tremolsii · E. turcica

Sectie Epipactis · Ondersectie Porphyreochromatae

E. bythinica · E. distans · E. lusiticana · E. meridionalis · E. pollinensis · E. pseudopurpurata · E. rechingeri · E. troodi · E. purpurata (Paarse wespenorchis)

Sectie Rhytidochilum

E. atrorubens (Bruinrode wespenorchis) · E. cardina · E. condensata · E. kleinii · E. microphylla (Kleinbladige wespenorchis) · E. spiridonovii · E. subclausa 

Sectie Ripariphilae

E. albensis · E. confusa · E. fageticola · E. fibri · E. gracilis · E. mecsekensis · E. persica · E. phyllanthes (Dichte wespenorchis) · E. tallosii